# Egzegeza o duszy
Egzegeza o duszy – gnostycki utwór z Nag Hammadi (NHC II,6). Treścią jest opis upadku i wyzwolenia duszy zilustrowana za pomocą cytatów ze Starego i Nowego Testamentu, a także z Homera i Listu Klemensa Rzymskiego.